# Minakove, Putîvl
Minakove (în ucraineană Мінакове) este un sat în comuna Kneazivka din raionul Putîvl, regiunea Sumî, Ucraina.

## Demografie
Componența lingvistică a localității Minakove
     Rusă (68,24%)
     Ucraineană (31,76%)
Conform recensământului din 2001, majoritatea populației localității Minakove era vorbitoare de rusă (68,24%), existând în minoritate și vorbitori de ucraineană (31,76%).